# Corpo di ballo - L'avventura di Giselle alla Scala
Corpo di ballo - L'avventura di Giselle alla Scala è una serie televisiva documentaristica originale prodotta da RaiPlay e Panamafilm, scritta da Riccardo Brun, Annalisa Mutariello, Paolo Rossetti e Francesco Siciliano, con la supervisione al montaggio di Maria Fantastica Valmori e le musiche di Franco Piersanti, disponibile dal 30 aprile 2021 sulla piattaforma RaiPlay e dal 10 maggio su Rai 5
La docu-serie in 12 episodi racconta un anno nel Corpo di ballo del Teatro alla Scala. I ballerini e i loro maestri vengono raccontati dal punto di vista professionale e privato. Il loro lavoro viene mostrato da varie angolature: si raccontano la fatica, il sacrificio, il talento, la tecnica, la determinazione, ma si raccontano anche paure, desideri, speranze, mentre insieme a tutti i lavoratori del Teatro cercano di portare in scena il balletto Giselle fra mille ostacoli, nell'anno terribile della pandemia di Coronavirus.